# Mandragola (commedia)
La Mandragola è una commedia di Niccolò Machiavelli, considerata il capolavoro del teatro del Cinquecento e un classico della drammaturgia italiana. Composta da un prologo e cinque atti, è una potente satira sulla corruttibilità della società italiana dell'epoca. Prende il titolo dal nome di una pianta, la mandragola, alla cui radice vengono attribuite caratteristiche afrodisiache e fecondative.
Si è ritenuto a lungo che fosse stata scritta nel 1518, ma studi più recenti la retrodatano agli anni 1514-15. Fu pubblicata la prima volta nel 1524. Nel corso della storia, la Mandragola ebbe talmente successo e attrasse un tale entusiasmo che Voltaire espresse l'opinione che questa da sola valesse più di tutte le commedie di Aristofane. Nelle sue memorie, Carlo Goldoni raccontava che, in gioventù, a diciassette anni, aveva divorato la commedia, di nascosto, leggendola dieci volte.

## Trama
La storia si svolge a Firenze nel 1504. Callimaco è innamorato di Lucrezia, moglie dello sciocco dottore in legge messer Nicia, che si cruccia per la mancanza di figli. Con l'aiuto del servo Siro e dell'astuto amico Ligurio, Callimaco, in veste di famoso medico, riesce a convincere messer Nicia che l'unico modo per avere figli sia di somministrare a sua moglie una pozione di mandragola (da qui il titolo della commedia), ma il primo che avrà rapporti con lei morirà. Ligurio quindi propone a Nicia una geniale soluzione, cioè che a morire sia un semplice garzone: Nicia si tranquillizza in parte, ma rimane comunque perplesso, visto che qualcuno dovrà giacere con sua moglie, che però è l'unica a farsi scrupoli (non se li fanno né la madre né il frate).
Naturalmente Ligurio ha pensato all'amico Callimaco, che spasima per Lucrezia: infatti non vi sarà nessun garzone come vittima predestinata, bensì sarà lo stesso Callimaco a travestirsi da tale. In una famosa e molto divertente scena, il garzone-Callimaco viene colpito, portato a casa di Nicia e poi infilato nel letto insieme a Lucrezia. Questa, che nel frattempo è stata convinta a consumare il rapporto adulterino da fra' Timoteo, accetta, e nel momento in cui scopre la vera identità di Callimaco, passa con lui una piacevolissima notte e decide di diventare sua amante. Dopo la notte degli inganni, assunte nuovamente le sembianze del medico, Callimaco ottiene dall'inconsapevole Nicia, contento della futura paternità, il permesso di abitare in casa sua e quindi di godere, non visto, delle grazie di Lucrezia.

## Personaggi
- Callimaco: Machiavelli lo presenta nel prologo come un “amante meschino”. Già nella I scena è lui che si presenta. È nato a Firenze, ma essendo morti i genitori, viene mandato a Parigi dai tutori a dieci anni (“avevo dieci anni quando da e mia tutori, sendo mio padre e mia madre morti, io fui mandato a Parigi”). Lì resta per vent'anni, non solo perché vive con una “felicità grandissima”, ma anche per motivi di sicurezza. Infatti in quel periodo “cominciarono [...] le guerre d'Italia” e Callimaco giudica di “potere in quel luogo vivere più sicuro che qui” (Firenze). A Parigi si dedica “agli studi, parte a' piaceri e parte alle faccende” e vivendo “quietissimamente” gli pare “d'essere grato a' borghesi, a' gentiluomini, al forestiero, al terrazzano, al povero, al ricco” (riflette la condizione di Machiavelli: è gradito a tutti). S'innamora per sentito dire di Lucrezia e decide di tornare in Italia. Qui si rivolge a un parassita affinché questi lo aiuti a realizzare il suo desiderio. È preda della sua passione, ma è anche intelligente e dunque conosce il suo stato (“Meglio morire che vivere così. Se io potessi dormire la notte, se io potessi conversare…”). Ha timore che Ligurio lo inganni o non riesca ad aiutarlo, anche perché è convinto di avere ben poche possibilità; soltanto “la voglia e il desiderio che l'uomo ha di condurre la cosa” lo fa ancora sperare. Durante l'attuazione dell'inganno, ha sempre paura che qualcosa possa andare storto (atto IV “in quanta angustia sono io stato e sto!”). E quando alla fine è quasi certo che tutto vada a buon fine, quasi non ci crede e si ritiene indegno di così tanta fortuna (“per quali meriti io debba avere così tanti beni?”). Non riesce a governare la sua passione, che lo travolge moralmente (“se io potessi conversare…”) e fisicamente (“le viscere si commuovono…”). È continuamente in preda a sentimenti contrapposti, come la speranza e il timore, la felicità e la disperazione… Da una parte ha paura che, ottenuto ciò che desidera, esso si riveli deludente (“non sai tu quanto poco bene si trova nelle cose che l'uomo desidera, rispetto a quelle che l'uomo ha presupposto trovarvi”); dall'altra, ottenerlo lo considera una fortuna troppo grande per lui.
- Nicia: Machiavelli lo presenta nel prologo come “un dottor poco astuto”. Nella I scena ci viene descritto da Callimaco, ma è solo nella II scena che compare di persona. È “ricchissimo”, “non è giovane… ma non al tutto vecchio” e si lascia governare dalla moglie (Lucrezia), molto bella e savia. Ma nonostante tutto, a un certo punto, ripensando al fatto di non avere avuto figli, quasi rimpiange d'averla sposata (“s'io credevo non avere figliuoli, io avrei preso più tosto per moglie una contadina”). Vuole far sembrare ciò che non è (è molto sicuro di sé e alla sola insinuazione che sia lui impotente subito si definisce: “il più ferrigno e il più rubizzo uomo in Firenze”): fa il dottore, ma nonostante “‘imparò in sul Buezio legge assai”, “è il più semplice e el più sciocco omo di Firenze” (quando gli viene presentato Callimaco nelle vesti di dottore, gli parla in latino per testare la sua scienza: “Bona dies, domine magister”, anche se poi di fronte alla superiore sapienza di questi lui stesso si considera inferiore “ho cacato le curatelle per imparare due hac”). Utilizza un linguaggio che vuole apparire sofisticato, ma in realtà riprende proverbi e modi di dire del fiorentino (“non sanno quello che si pescono”). Non si allontana volentieri da Firenze (“non ci vo' di buone gambe”), ma si vanta di aver viaggiato moltissimo da giovane (“quando io era più giovane io son stato molto randagio”), anche se in realtà i luoghi che nomina sono tutti toscani. Alla fine, risulta essere l'unica vittima della beffa, e non ne ha nessun sospetto, anzi è talmente grato a Callimaco che lo invita a pranzo e ingenuamente gli offre pure la chiave della propria casa. Cerca di apparire quello che non è, anche perché è convinto di esserlo. È talmente ingenuo che di fronte alla resistenza della moglie si secca, (“Io vorrei ben vedere le donne schizzinose, ma non tanto; ché ci ha tolta la testa, cervello di gatta!”), mentre di fronte al cambiamento del comportamento della stessa, non più remissiva, si mostra compiaciuto. È dunque l'unica vittima della beffa, ma non lo intuisce nemmeno lontanamente. Il suo linguaggio è volgare e basso; tenta di ornarlo e renderlo più elegante nel tentativo di adeguarsi a una condizione sociale di cui non è degno esponente: manca delle qualità intellettive e morali necessarie a integrarlo nella classe del potere. Nicia è un personaggio poco astuto (Prologo), non c'è uomo più sciocco di costui (Ligurio-Timoteo-Lucrezia), è un pazzo (Ligurio), ha poca prudenza, ancor meno animo (Ligurio) ed è semplice (Callimaco).
- Ligurio: Machiavelli lo presenta nel prologo come “un parassita di malizia el cucco” (un parassita figlio prediletto della malizia). Nella I scena ci viene descritto da Callimaco (“fu già sensale di matrimoni, dipoi s'è dato a mendicare cene e desinari…piacevole uomo…”), ma è solo nella II scena che compare di persona. È un parassita, molto astuto, che utilizza questa qualità per guadagnarsi da vivere, che parla con linguaggio del ragionamento, dell'ironia e del doppio senso. Ma è anche senza scrupoli (infatti non si fa problemi a tradire Nicia, con il quale “aveva una certa dimestichezza”, per aiutare Callimaco sotto pagamento). Rappresenta l'astuzia distinta dalla passione (Callimaco), e in grado dunque di osservarla e giudicarla con distacco. Callimaco invece la governa dall'esterno. Lo aiuta non solo per motivi economici, ma anche perché in fondo si sente affine al giovane (“'l tuo sangue si affà al mio”). Il suo linguaggio è ponderato, accuratamente calcolato, ricco di allusioni anche sarcastiche, mirato e diversificato per forgiare il pensiero e la volontà degli interlocutori. È Malizioso (Prologo); è un piacevole uomo, perché prende in giro Nicia (Callimaco); è pazzo, triste e diavolo (Timoteo).
- Lucrezia: Machiavelli la presenta nel prologo come ”una giovane molto accorta”. Callimaco la definisce subito come una donna bellissima (aspetto fisico), ma anche “onestissima e al tutto aliena dalle cose d'amore” e con una grande influenza sul marito (carattere), nonostante tutto ciò si basi sulla fama della donna. Per Ligurio infine è “bella donna, savia, costumata e atta a governare un regno”. È in grado nel corso della commedia di adattarsi alle circostanze e di mutare con esse. Prima restia, per onestà e rettitudine morale, a compiere l'adulterio impostole dalla madre, dal marito e dal Frate, (“Padre, no. Questa mi pare la cosa più strana che udissi”), una volta che vi è stata costretta, prende per mano la situazione e relega per sempre il marito in quella parte che si era scelta per una notte (“quello che ‘l mio marito ha voluto per una sera, voglio ch'egli abbia per sempre”). Molti critici hanno notato in lei qualcosa del principe dello stesso Machiavelli, soprattutto nella sua capacità di respingere le ipocrisie e le mezze misure (o si è del tutto buoni, come lei cerca di esserlo all'inizio, o si è del tutto e “onorevolmente” cattivi, come finisce con l'essere alla fine) e di adattarsi alle circostanze, mutando con esse. La sua decisione finale si può spiegare attraverso la sua capacità di adeguarsi alle circostanze diverse, imposte dalla fortuna. Un altro elemento che chiarifica l'affinità col principe machiavelliano. È Accorta e costumata (Prologo); savia atta a governare un mondo prudente (Ligurio); è dolce e facile (Nicia); buona (Timoteo) e prudente e dura (Callimaco).
- Frate Timoteo: è un prete corrotto, pronto a mentire e a ingannare sotto compenso, anche se poi cerca di convincere l'ascoltatore, ma in fondo anche se stesso, che agisce così per fare del bene (“ditemi el munistero, la pozione e, se vi pare, codesti danari, da potere cominciare a fare qualche bene”). Pur di convincere Lucrezia mente, spiegando che l'adulterio non è tale se non se ne ha l'intenzione cattiva, e che ciò è ribadito pure dalla Bibbia (“quanto all'atto che sia peccato, questa è una favola…”). È avido, ma possiede comunque un po' di coscienza, che però non gli impedisce di fare ciò che sente (“Dio sa che io non pensavo ad iniuriare persona…”). Agisce spinto dal desiderio di ricevere un compenso, ma non è totalmente libero dall'idea che in quanto uomo di Chiesa non dovrebbe peccare. Ed è come se volesse convincere di questo gli altri, ma anche se stesso, affermando che ha acconsentito in quanto tentato da una prima novella, ma che se gli fosse stata presentata subito la vera ragione della richiesta di aiuto non avrebbe mai acconsentito. La scelta del nome Timoteo da parte di Machiavelli non è casuale. Le considerazioni fatte dal frate nel suo monologo rivelano le sue capacità di ragionare freddamente in termini di solo calcolo economico. Le stesse qualità morali di Lucrezia saranno utilizzate a fini morali. Si assiste qui al rovesciamento già implicito nel contrasto fra il nome del frate e il suo comportamento pratico: Timoteo significa infatti “colui che onora Dio”(Τιμή cioè rispetto e Θεός cioè Dio). In effetti Timoteo ha un solo Dio, i soldi, e a questa divinità piega anche la religione. Ciò risulta chiaramente anche quando si serve di argomenti religiosi per raggiungere obiettivi che non hanno niente a che fare con la religione. La religione è ridotta unicamente a ipocrisia: serve a Timoteo come cinico paravento dietro cui ripararsi per badare meglio ai propri affari. È trincato, astuto (Ligurio); tristo (Lucrezia) e un frate malvissuto (Prologo).
- Sostrata: è la madre di Lucrezia e aiuta il frate a convincere la figlia, un po' perché non è a conoscenza dell'inganno e un po' forse anche per turpe compiacenza. Ha paura che la figlia una volta morto il marito molto più vecchio di lei, se senza figli, possa rimanere “abbandonata da ognuno”. Le parla dunque anche in veste di madre preoccupata, ma anche ritenendo una gran fortuna poter tradire il proprio marito con il suo consenso (“C'è 50 donne in questa terra che ne alzerebbono le mani al cielo!”).

## Trasposizioni cinematografiche
L'opera di Machiavelli ha avuto nel 1965 una versione cinematografica con il titolo de La mandragola diretta da Alberto Lattuada e interpretata da Philippe Leroy nel ruolo di Callimaco, Rosanna Schiaffino nel ruolo di Lucrezia, Jean-Claude Brialy nel ruolo di Ligurio, Romolo Valli nel ruolo del notaio Nicia, Nilla Pizzi nel ruolo di Sostrata, Armando Bandini nella parte di Siro e Totò nella parte di frate Timoteo.
Una seconda trasposizione cinematografica intitolata La mandragola è uscita nel 2009, distribuita dalla Cines, per la regia di Edoardo Sala, con la partecipazione di Mario Scaccia nel ruolo di fra' Timoteo, da lui più volte interpretato sulle scene di tutta Europa sotto la direzione di Marcello Pagliero e di Sergio Tofano.

## Edizioni
- Niccolò Machiavelli, La Mandragola, a cura di Pasquale Stoppelli, Mondadori, 2016,  p. XI, ISBN 978-88-04-67172-5.